# Tjóðveldi
Tjóðveldi (tidligere Tjóðveldisflokkurin), på dansk officielt Det Republikanske Parti (i daglig tale Republikanerne), er et venstreorienteret, separatistisk politisk parti på Færøerne. Partiet arbejder for færøsk selvstændighed.
Det færøske navn tjóðveldi "republik" (i ubestemt form) består af ledene tjóð ("nation") og veldi ("styre") og angiver således partiets centrale tese — at den færøske nation skal udgøre en selvstændig republik. I udlandet omtales partiet oftest som Republikanerne. Den nuværende formand er Høgni Hoydal.
Partiet har rødder i den omstridte folkeafstemning om løsrivelse 14. september 1946, der førte til en forfatningskrise. Kun 67,5% af vælgerne afgav deres stemme, og heraf stemte kun et lille flertal for løsrivelse fra Danmark. Kun ca. 34% af vælgerne stemte dermed for løsrivelse, hvilket den danske regering ikke anerkendte som en tilstrækkelig klar afgørelse, hvorfor den underkendte resultatet.
Vigtige temaer fra partiets valgprogram er solidaritet, social ansvarsbevidsthed og arbejdet for national selvstændighed. 
Betydningsfulde personer i partiets først år var bl.a. Dánjal Pauli Danielsen, Frederik Hansen, Erlendur Patursson, Jákup í Jákupsstovu, Andrea Árting, Andreas Ziska, Hanus við Høgadalsá, Hans Debes Joensen, Jóhan Simonsen, Karsten Hoydal og Sigurð Joensen.

## Historie
På et møde i Thorshavn 22-23 maj 1948 blev partiet stiftet som Tjóðveldisflokkurin (Det republikanske parti) af blandt andet Erlendur Patursson, Hanus við Høgadalsá, Sigurð Joensen og Jákup í Jákupsstovu. Alle blev senere lagtingsmedlemmer, med undtagelse af Jákup í Jákupsstovu, som imidlertid havde repræsenterede Javnaðarflokkurin 1945–1946. Partistiftelsen skete i protest mod, at resultatet af folkafstemningen om løsrivelse fra 1946, hvor et lille flertal ønskede selvstændighed, ikke blev anerkendt af Danmark. Mødet valgte Patursson til partiets første formand, og han blev siddende helt frem til 1971. Året efter blev han også redaktør af partiavisen 14. september.
Ved partiets første lagtingsvalg i 1950 fik Tjóðveldisflokkurin valg to repræsentanter, Hanus við Høgadalsá og Dánjal Pauli Danielsen. Ved lagtingsvalget 1954 blev partiet valgets vinder og fik seks mandater, hvilket de øgede til syv ved næste valg i 1958. Ti år efter sin stiftelse var partiet således etableret som en af "de fire store" i færøsk politik, og siden dengang har tilslutningen ligget stabilt på omkring 20 procent af stemmerne bortset fra en nedgangsperiode i begyndelsen af 1990'erne. 

### Regeringsparti
Efter lagtingsvalget 1962 kom det tidligere protestparti for første gang med i en regeringskoalition. Deres partnere var de to borgerlige løsrivelsespartier Fólkaflokkurin og Sjálvstýrisflokkurin, begge i sin tid stiftet af Tjóðveldisflokkurin-formandens far, landsfaderen Jóannes Patursson. I 1962 var den ledende skikkelse blandt selvstyrepartierne Fólkaflokkurins Hákun Djurhuus, som blev lagmand. Tjóðveldisflokkurin fik en solid position i regeringen med Erlendur Patursson som finans-, fiskeri- og justitsminister samt Karsten Hoydal som industri- og landbrugsminister. Regeringen gik af efter lagtingsvalget 1966.
Tjóðveldisflokkurin boykottede valgene til Folketinget frem til 1973, da Erlendur Patursson stillede op og blev valgt. Patursson blev siddende frem til partiet tabte sit mandat i 1977. Siden har partiet opstillet ved alle folketingsvalg.
Først efter valget i 1974 kom Tjóðveldisflokkurin  ind i regeringskontorerne igen, denne gang i samarbejde med Javnaðarflokkurin og Fólkaflokkurin, hvor Atli Dam blev lagmand. Finnbogi Ísakson blev minister og kom til at spille en vigtig rolle for partiet, både som regeringsmedlem, parlamentariker og intellektuel i de følgende årtier. Koalitionen overlevede valget i 1978, men led nederlag i 1980. Tjóðveldisflokkurin var senere med i forskellige koalitioner under Atli Dam (med undtagelse af 1991–1993), Jógvan Sundstein og Marita Petersen op gennem firserne og halvfemserne. Signar á Brúnni, som også var partiformand en tid, var regeringsmedlem i en årrække. Heini O. Heinesen var formand mens partiet var i opposition 1994–1998.

### Ny selvstyrekoaliton
I 1998 blev ungdomsorganisationen Unga Tjóðveldið genetableret, og partiet fik et rigtig godt valg samme år, hvor det fordoblede sin tilslutning  til 20%, og blev størst i Lagtinget med 8 mandater. I de efterfølgende regeringsforhandlinger blev det alligevel Anfinn Kallsberg som blev lagmand i en koalition mellem  selvstyrepartierne Tjóðveldisflokkurin, Fólkaflokkurin og Sjálvstýrisflokkurin. Regeringen indtog et klart løsrivelsesstandpunkt, og Høgni Hoydal blev vicelagmand samt selvstyre- og justitsminister. Hoydal, sønnesøn af Karsten Hoydal, blev valgt til partiformand i 2000. Året efter blev Hoydal valgt ind i Folketinget, hvor partiet beholdt sit mandat frem til 2011.
I 2002 blev også Miðflokkurin taget med i regeringskoalitionen, til trods for sit afvigende syn i selvstyrespørgsmålet. I gennem regeringens tid var, foruden Hoydal, Páll á Reynatúgvu, Karsten Hansen, Annlis Bjarkhamar og Annita á Fríðriksmørk ind som ministre for partiet. I 2004 blev en bog med detaljer om Kalsbjergs fortid som regnskabsfører udgivet, og Tjóðveldisflokkurin udløste en regeringskrise som gjorde at Kallsberg måtte udskrive nyvalg allerede samme år. Valgresultatet bød på beskeden forandring, og for Tjóðveldisflokkurin en lille tilbagegang, men det samme antal mandater. Partiet gik i opposition, og Hoydal tog over som parlamentarisk leder efter Heini O. Heinesen.

### Rødt samarbejde og i opposition
På landsmødet 14. september 2007 skiftede partiet navn fra Tjóðveldisflokkurin til Tjóðveldi. Tjóðveldi etablerede et samarbejde med Javnaðarflokkurin og Miðflokkurin for perioden efter lagtingsvalget 2008, og da sejren var et faktum – fortsat 8 mandater for Tjóðveldi – blev en centrum-venstre regering udnævnt under ledelse af socialdemokraten Jóannes Eidesgaard. Repræsentanter for Tjóðveldi var udenrigsminister Høgni Hoydal, fiskeri- og resurseminister Tórbjørn Jacobsen, kulturminister Kristina Háfoss og næringsminister Bjørt Samuelsen. Samarbejdet sprak allerede i september samme år, hvorefter partiet var i opposition til øernes borgerlige regeringer, indtil partiet efter lagtingsvalget 2015 blev en del af Aksel V. Johannesens koalitionsregering mellem partierne Javnaðarflokkurin, Tjóðveldi og Framsókn.

## Organisation
Partiets højeste politiske organ er det årlige landsmøde. Delegerede fra partiets syv vælgerforeninger, til svarende de gamle valgkredse ved lagtingsvalg, og ungdomsorganisationen Unga Tjóðveldið har stemmeret på landsmødet. Alle partimedlemmer er medlemmer af en vælgerforening.
Den daglige drift af partiet ledes af arbejdsudvalget, som består af syv medlemmer. Foruden partiets formand og næstformand, formanden i hovedbestyrelsen, kassereren og et landsmødevalgt medlem, møder én repræsentant fra henholdsvis Unga Tjóðveldið og lagtingsgruppen. Det højeste organ mellem landsmøderne er hovedbestyrelsen, hvor arbejdsudvalget og én repræsentant fra hver af vælgerforeningerne, i alt 14 medlemmer, har sæde. Óluva Klettskarð er formand for hovedbestyrelsen.
Tjóðveldis kontor i hovedstaden Tórshavn betjenes af partisekretær Áki Andreasen.

## Ledere
| Formænd - Høgni Hoydal 2000– - Heini O. Heinesen 1994–2000 - Erlendur Patursson 1948–1971 |  | Parlamentariske ledere - Annita á Fríðriksmørk 2015– - Høgni Hoydal 2011–2015 - Annita á Fríðriksmørk 2009–2011 - Sjúrður Skaale 2008–2009 - Bergtóra Høgnadóttir Joensen 2008 - Annita á Fríðriksmørk 2008 - Høgni Hoydal 2004–2008 - Heini O. Heinesen 1994–2004 - Signar Hansen 1986–1989 |

## Lagtingsmedlemmer

### Lagtingsmedlemmer 2015-2019
| Navn                  | Hjemsted | Afløser for ministre og folketingsmedlem |
| --------------------- | -------- | ---------------------------------------- |
| Høgni Hoydal          | Hoyvík   | Bjørt Samuelsen                          |
| Kristina Háfoss       | Tórshavn | Pauli Trond Petersen                     |
| Sirið Stenberg        | Vágur    | Óluva Klettskarð                         |
| Magni Arge            | Tórshavn | Ingolf S. Olsen                          |
| Annita á Fríðriksmørk | Hoyvík   |                                          |
| Katrin Kallsberg      | Tórshavn |                                          |
| Páll á Reynatúgvu     | Sandur   |                                          |

### Ministre 2015-2019
| Navn            | Ministerium                       |
| --------------- | --------------------------------- |
| Høgni Hoydal    | Erhvervsministeriet               |
| Kristina Háfoss | Finansministeriet                 |
| Sirið Stenberg  | Sundheds- og indenrigsministeriet |

### Folketingsmedlemmer 2015-2019
- Magni Arge

Andet
Páll á Reynatúgvu blev valgt til lagtingsformand efter lagtingsvalget 2015.

## Resultater ved lagtingsvalg og folketingsvalg
| År   | Stemmer | Stemmer | Mandater |
| År   | #       | %       | Mandater |
| ---- | ------- | ------- | -------- |
| 1950 | 1 145   | 9,8     | 2 / 25   |
| 1954 | 3 028   | 23,8    | 6 / 27   |
| 1958 | 3 323   | 23,9    | 7 / 30   |
| 1962 | 3 281   | 21,6    | 6 / 29   |
| 1966 | 3 529   | 20,0    | 5 / 26   |
| 1970 | 3 963   | 21,9    | 6 / 26   |
| 1974 | 4 461   | 22,5    | 6 / 26   |
| 1978 | 4 614   | 20,3    | 6 / 32   |
| 1980 | 4 415   | 19,0    | 6 / 32   |
| 1984 | 4 921   | 19,5    | 6 / 32   |
| 1988 | 5 520   | 19,2    | 6 / 32   |
| 1990 | 4 178   | 14,7    | 4 / 32   |
| 1994 | 3 501   | 13,7    | 4 / 32   |
| 1998 | 6 584   | 23,8    | 8 / 32   |
| 2002 | 7 229   | 23,7    | 8 / 32   |
| 2004 | 6 890   | 21,7    | 8 / 32   |
| 2008 | 7 238   | 23,3    | 8 / 33   |
| 2011 | 5 584   | 18,3    | 6 / 33   |
| 2015 | 6 681   | 20,7    | 7 / 33   |

| År   | Stemmer | Stemmer | Mandater |
| År   | #       | %       | Mandater |
| ---- | ------- | ------- | -------- |
| 1973 | 3 312   |         | 1 / 2    |
| 1975 | 3 563   |         | 1 / 2    |
| 1977 | 3 057   |         | 0 / 2    |
| 1979 | 3 886   | 20,8    | 0 / 2    |
| 1981 | 3 441   | 20,7    | 0 / 2    |
| 1984 | 3 646   | 19,9    | 0 / 2    |
| 1987 | 3 478   | 15,7    | 0 / 2    |
| 1988 | 4 690   | 20,5    | 0 / 2    |
| 1990 | 2 377   | 13,3    | 0 / 2    |
| 1994 | 1 798   | 9,4     | 0 / 2    |
| 1998 | 4 325   | 20,9    | 0 / 2    |
| 2001 | 6 578   | 24,9    | 1 / 2    |
| 2005 | 6 301   | 25,3    | 1 / 2    |
| 2007 | 5 849   | 25,4    | 1 / 2    |
| 2011 | 3 998   | 19,4    | 0 / 2    |
| 2015 | 5 730   | 24,5    | 1 / 2    |
| 2019 | 4 830   | 18,6    | 0 / 2    |